# Malawi Congress Party
De Malawi Congress Party (Nederlands: Malawi Congrespartij) is een politieke partij in Malawi. Tussen 1966 en 1993 was het de enige toegestane partij van het land tijdens het dictatoriale regime van president Hastings Banda. Bij de eerste vrije verkiezingen in 1994 verloor de partij haar meerderheid in het parlement en maakt sindsdien deel uit van de oppositie. In 2020 werd Lazarus Chakwera als kandidaat van de MCP gekozen tot president van Malawi.

## Geschiedenis
De MCP werd in 1959 opgericht als opvolger van het door het Britse koloniale bestuur verboden Nyasaland African Congress (NAC). Dr. Hastings Banda (1898-1997), voorheen voorzitter van het NAC, werd voorzitter van de MCP. Bij de verkiezingen voor de Wetgevende Vergadering van Nyasaland in 1961 verwierf de MCP alle tweeëntwintig voor de Afrikaanse bevolking gereserveerde zetels. Banda en een aantal van zijn collega's werden hierop lid van het uitvoerend bestuur van het protectoraat Nyasaland en in 1963 werd hij minister-president. In 1964 won de MCP wederom alle voor Afrikanen gereserveerde zetels in de Wetgevende Vergadering. Datzelfde jaar werd Nyasaland onder de naam Malawi een onafhankelijke staat. Banda bleef premier, maar in 1966 werd hij president toen de republiek werd uitgeroepen. Banda ontpopte zich tot een autocratisch en behoudzuchtig heerser die kort na het uitroepen van de republiek alle politieke partijen behalve zijn eigen MCP verbood. Voortaan zouden alle volwassen Malawiërs automatisch lid worden van de MCP. Inwoners warren, op straffe van een boete, verplicht een partijkaart bij zich te dragen. Partij en landsregering vormden een eenheid wat onder meer inhield dat Dr. Banda naast president van het land ook voorzitter was van het uitvoerende comité van de MCP. In 1970 werd Banda zelfs voorzitter-voor-het-leven van de MCP en in 1971 werd hij tevens president-voor-het-leven van Malawi.
Geheime politie en de paramilitaire jeugdafdeling van de MCP, de Malawi Young Pioneers, hielden toezicht of burgers zich niet inlieten met subversieve activiteiten. Tegen politieke tegenstanders werd hard opgetreden, vooral hen die werden verdacht dat zij er linkse denkbeelden op na hielden.
Bij de verkiezingen tot en met 1992 verwierf de MCP als enige toegestane partij telkens alle zetels in de Nationale Vergadering. Onrust over het autoritaire regime en het eenpartijstelsel noopte de regering om in 1993 een referendum te houden waarbij een meerderheid van de bevolking (60%) zich uitsprak voor het invoeren van een meerpartijenstelsel. President Banda deed afstand van zijn titel van president-voor-het-leven en bij de eerste democratische verkiezingen in 1994 leed de MCP een nederlaag ten koste van de oppositie en verloor de 96-jarige Banda de presidentsverkiezingen.
In de opeenvolgende parlementsverkiezingen (1999, 2004, 2009, 2014, 2019) greep de partij telkens naast de winst, maar werd wel (m.u.v. 2014) telkens de tweede partij in het parlement. In juni 2020 werd Rev. Dr. Lazarus Chakwera (*1955), leider van de MCP sinds 2013, gekozen tot president van Malawi. Hij leidt een coalitieregering waar naast zijn eigen MCP nog enkele andere partij deel van uitmaken.

## Ideologie
De MCP is sinds haar oprichting in 1959 het panafrikanisme toegedaan. Anders dan panafrikaanse partijen in de omliggende landen (Tanzania, Zimbabwe, Mozambique, Zambia) is de MCP van meet af aan conservatief. De partij is niettemin voorstander van een gemengde economie. Het ontbeert de MCP echter aan een sterk ideologisch profiel.
Er bestaan van oudsher goede banden tussen gereformeerde Church of Central Africa Presbyterian en de MCP. In 1993 distantieerde het kerkgenootschap zich echter van het dictatoriale regime van Banda (een presbyteriaanse ouderling).

## Partijvoorzitters
- Hastings Banda 1964-1994 (1970-1993: voorzitter-voor-het-leven)
- Gwanda Chakuamba 1994–2003
- John Tembo 2003–2013
- Lazarus Chakwera 2013–heden

## Presidenten van Malawi
- Hastings Banda 1966-1994
- Lazarus Chakwera 2020-heden

## Zetelverdeling
| Zetelverdeling Parlement van Oeganda | Zetelverdeling Parlement van Oeganda | Zetelverdeling Parlement van Oeganda | Zetelverdeling Parlement van Oeganda |
| jaar                                 | %                                    | zetels                               | totaal                               |
| ------------------------------------ | ------------------------------------ | ------------------------------------ | ------------------------------------ |
| 1971                                 | -                                    | 60                                   | 60                                   |
| 1976                                 | -                                    | 70                                   | 70                                   |
| 1978                                 | -                                    | 87                                   | 87                                   |
| 1983                                 | 100                                  | 101                                  | 101                                  |
| 1987                                 | 100                                  | 112                                  | 112                                  |
| 1992                                 | 100                                  | 141                                  | 141                                  |
| 1994                                 | 33,68                                | 56                                   | 177                                  |
| 1999                                 | 33,81                                | 66                                   | 193                                  |
| 2004                                 | 24,85                                | 57                                   | 193                                  |
| 2009                                 | 12,94                                | 26                                   | 193                                  |
| 2014                                 | 17,37                                | 48                                   | 193                                  |
| 2019                                 | 22,32                                | 55                                   | 193                                  |

## Verwijzingen
1. ↑  Opgericht in 1943
2. ↑  Dit werd geweigerd door politieke tegenstanders en Jehova's getuigen. Deze laatste groep werd om die reden vervolgd.
3. ↑  Paul Gifford: The Christian Churches and the Democratisation of Africa, BRILL, 1995, ISBN 90-04-10324-4, p. 103.
4. ↑  The Herald of Scotland: Poor of Malawi paying for Banda's generosity to Scots - 11 juli 1992. Gearchiveerd op 20 oktober 2020.